# Lophuromys chercherensis
Lophuromys chercherensis és un rosegador del gènere Lophuromys que viu a les muntanyes Chercher, a l'est d'Etiòpia. L'espècie és coneguda a partir de deu exemplars trobats a dues localitats a una altitud de 2.000 o 2.700 msnm. La localitat tipus, situada a 2.700 m d'altitud, consisteix en boscos pertorbats de Podocarpus i també s'hi han trobat exemplars de Stenocephalemys albipes. L. chercherensis pertany al subgènere Lophuromys.